# Досис, Николаос
Николаос Досис (швед. Nikolaos Dosis; род. 25 января 2001) — шведский и греческий футболист, полузащитник клуба «Эстерсунд».

## Клубная карьера
Является воспитанником футбольного клуба АИК. В 2020 году перешёл в «Юрсхольм», где тренировался под руководством Амира Азрафшана. Летом 2020 года тренер перешёл на работу «Эстерсунд», выступающий в Аллсвенскане, куда также пригласил Николаоса. 19 августа полузащитник подписал с клубом контракт, рассчитанный на два с половиной года. 29 августа впервые попал в заявку основной команды на матч чемпионата страны с «Фалькенбергом», но на поле не появился. Почти через месяц, 20 сентября, дебютировал в чемпионате Швеции во встрече очередного тура против «Юргордена», появившись на поле на 71-й минуте вместо Лудвига Фрицсона.

## Карьера в сборной
В январе 2017 года в составе юношеской сборной Греции принимал участие в товарищеском турнире, за время которого сыграл четыре игры. В апреле того же года уже в составе сборной Швеции принял участие в трёх встречах турнира четырёх наций.

## Клубная статистика
| Выступление      | Выступление      | Выступление      | Лига | Лига | Кубки | Кубки | Конт. кубки | Конт. кубки | Итого | Итого |
| Клуб             | Лига             | Сезон            | Игры | Голы | Игры  | Голы  | Игры        | Голы        | Игры  | Голы  |
| ---------------- | ---------------- | ---------------- | ---- | ---- | ----- | ----- | ----------- | ----------- | ----- | ----- |
| Эстерсунд        | Аллсвенскан      | 2020             | 8    | 0    | 1     | 0     | 0           | 0           | 9     | 0     |
| Эстерсунд        | Аллсвенскан      | 2021             | 17   | 0    | 1     | 0     | 0           | 0           | 18    | 0     |
| Эстерсунд        | Итого            | Итого            | 25   | 0    | 2     | 0     | 0           | 0           | 27    | 0     |
| Всего за карьеру | Всего за карьеру | Всего за карьеру | 25   | 0    | 2     | 0     | 0           | 0           | 27    | 0     |